# 特嘉設計
特嘉設計有限公司，簡稱特嘉設計（英語：Daka Designs Limited），在2004年曾在新加坡交易所上市，現已退市及結業，原因財務和實質不符合，曾經營創意產品的設計、開發和推廣工作。由前創辦人馬仕賢及周耀民，也就是和《廉政行動2011》的劇集差不多案件。

## 欺詐案
2003年。Daka Designs Limited在申請新交所上市前，馬仕賢及周耀民先後串謀詐騙本港六間銀行的貸款合共逾750萬港元，同時又在2003年至2004年8月5日期間，捏改貨物認收單、商業發票、送貨單和會計紀錄，以誇大「碧嘉集團」的營業額及利潤數字共逾890萬港元。並致使向「新交所」發放該年報。由於這種行為，會損害香港公司計劃到海外國家上市的活動，以及國際金融中心聲譽。故此兩人被告分別被判入獄2年，以及3年2個月。
其後在馬仕賢在2013年初，向高等法院上訴，而廉政公署總調查主任劉潔賢指出，法官指廉署人員有犯錯，但不涉及不當動機和損害被告，因此駁回上訴。